# Mozart y la francmasonería

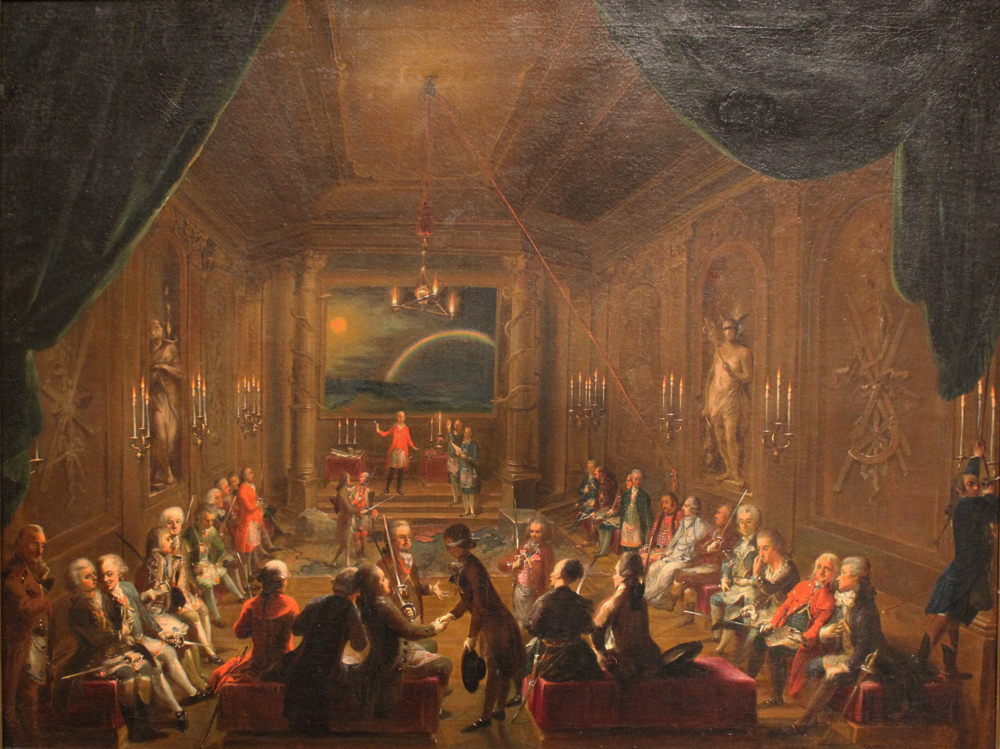
Cuadro que representa el interior de lo que se piensa es la casa de campo de Nueva Esperanza Coronada, en Viena. Se cree que Mozart está representado en el extremo derecho, con ropa negra y espadín, sentado al lado de su amigo Emanuel Schikaneder (con ropa roja). Pintura al óleo, 1782.

Wolfgang Amadeus Mozart fue francmasón durante los siete últimos años de su vida. La organización masónica tuvo un papel importante en su vida y obra.
Mozart fue admitido como aprendiz en la logia masónica de Viena llamada "Zur Wohltätigkeit" ("Beneficencia") el 14 de diciembre de 1784. Fue promovido al grado de "compañero" (véase aumento de salario) el 7 de enero de 1785, y se convirtió en "Maestro Masón" (véase exaltación (francmasonería)) «en un corto espacio de tiempo». Para el 22 de abril de 1785, Mozart figura ya como maestro masón en los archivos de la logia. Mozart también asistió a las reuniones de otra logia, llamada "Zur wahren Eintracht" ("Concordia Verdadera"). Ambas logias practicaban el rito Zinnendorf. Según Otto Erich Deutsch, esta logia era «la mayor y más aristocrática de Viena. Mozart, como el mejor de los hermanos músicos, fue bienvenido en todas las logias». Fue apadrinado por el naturalista Ignaz von Born. La propia logia de Mozart, "Zur Wohltätigkeit", se unió a otras dos en diciembre de 1785, bajo la reforma imperial de la masonería (el Freimaurerpatent, "decreto masónico") del mismo mes, y así Mozart llegó a pertenecer a una logia llamada "Zur Neugekrönten Hoffnung" ("Nueva Esperanza Coronada").
Según los documentos masónicos que se han conservado, Mozart era bien recordado por sus hermanos masones y muchos de sus amigos también eran masones. La colaboración musical de Mozart con las logias masónicas comienza incluso antes de haber sido iniciado masón, ya que buena parte de sus amigos y patronos pertenecían también a la masonería.

## Postura de la Iglesia
También se documenta que para 1786 se encontraron documentos alusivos a "símbolos oscuros" y, satánicos; por esta razón, Mozart fue juzgado por herejía y apostasía, siendo excomulgado de la Santa Iglesia Católica.[cita requerida]

## Leopold Mozart, masón
Durante su visita a Viena en 1785, el padre de Mozart, Leopold Mozart, también se hizo masón.

## Música e ideología masónica

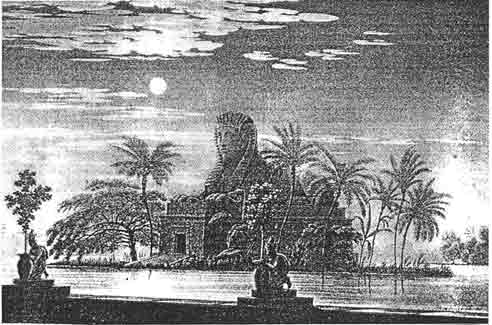
Diseño, realizado por el arquitecto alemán Karl Friedrich Schinkel alrededor de 1815, del escenario de La flauta mágica, ópera de Mozart que, a través de símbolos masónicos, describe una iniciación, con símbolos masónicos.

Mozart anhelaba reformas sociales en el sentido de progreso, pero no al punto de que apoyase las reivindicaciones sociales que Pierre-Augustin de Beaumarchais defendía en la pieza original de Las bodas de Fígaro. Mozart tenía el espíritu del ideal masónico, completamente opuesto al de los jacobinos. La condición de «doméstico» o «lacayo» no le parecía deshonrosa.
La posición de Mozart dentro del movimiento masónico, según Maynard Solomon, tendía al racionalismo, inspirada en la Ilustración, como oposición a aquellos miembros de la masonería que estaban orientados a través del misticismo y el ocultismo.
Esta facción racionalista es identificada por Katherine Thomson como los Illuminati, un grupo de inspiración masónica que fue fundado por Adam Weishaupt, profesor bávaro de derecho canónico que también fue amigo de Mozart.
Los Illuminati apoyaron la inspiración en la Ilustración, con la visión humanista de los filósofos franceses Jean-Jacques Rousseau y Denis Diderot. Por ejemplo, los Illuminati afirmaban que la clase social no coincidía con la nobleza del espíritu, pero que las personas de las clases más bajas podían ser de espíritu noble, lo mismo que alguien nacido en la nobleza podía ser cobarde. Este punto de vista aparece en las óperas de Mozart; por ejemplo, en Las bodas de Fígaro, una ópera basada en la obra de Pierre Beaumarchais (también masón), Fígaro es una persona de clase baja que es un héroe y, en cambio, el conde Almaviva es el villano.
Los francmasones usaron música en sus ceremonias, y adoptaron la visión humanista de Rousseau en el significado de la música. «El propósito de la música en las ceremonias [masónicas] es extender los buenos pensamientos y la unidad entre los miembros», de modo que puedan «unirse en la idea de la inocencia y la felicidad», escrito por L. F. Lenz en una edición contemporánea de canciones masónicas. La música debía «inocular sentimientos de humanidad, sabiduría y paciencia, virtud y honestidad, lealtad a los amigos y finalmente un entendimiento de la libertad».
Esta visión sugiere un estilo musical bastante diferente del estilo galante, que era dominante en aquella época. El estilo galante en la música solía ser melódico, con acompañamiento armónico, y no polifónico, y la línea melódica a menudo tenía una ornamentación rica, con trinos y otros efectos virtuosos. El estilo promovido por la visión masónica fue mucho menos virtuoso y ornamentado. El estilo de composición de Mozart suele catalogarse como «humanista», y concuerda con la visión masónica de la música.
La música de los francmasones contiene frases y formas musicales que mantuvieron significados específicos. Por ejemplo, la ceremonia de iniciación masónica comenzaba cuando el candidato golpea tres veces en la puerta para solicitar su admisión. Esto se expresa musicalmente como en la siguiente figura:
Esta figura aparece en la obertura de la ópera de Mozart La flauta mágica, y sugiere el inicio de la ceremonia de iniciación.

## Símbolos masónicos en Mozart
Según Katherine Thomson, hay muchos ejemplos de símbolos musicales específicos tomados de los rituales masónicos que aparecen a lo largo de las composiciones de Mozart. Estos incluyen el uso de suspensiones para indicar la hermandad y la amistad; el uso de armonías ternarias para enfatizar el significado especial del número tres en la francmasonería, y los ritmos y armonías especiales para simbolizar la fortaleza y otros atributos.

## Composiciones masónicas de Mozart
A continuación se listan las obras masónicas compuestas por Mozart que se conservan:
- Canción, Lobegesang auf die feierliche Johannisloge: "O heiliges Band der Freundschaft treuer Brüder" (O lazo sagrado de amistad entre verdaderos hermanos), K 148/125h, (1772)
- Cantata "Dir, Seele des Weltalls", K. 429/468a (fragmento, completado por M. Stadler) (1783)
- Gesellenreise, KV 468, lied «para uso en el nombramiento de nuevos oficiales», marzo de 1785.
- Die Maurerfreude (La alegría del masón), KV 471, cantata para tenor, coro masculino y orquesta estrenada el 24 de abril de 1785.
- Maurerische Trauermusik (Música fúnebre masónica), KV 477/479a, no posterior a noviembre de 1785.
- Dos canciones, KV 483 y KV 484, para celebrar la inauguración de Zur Neugekrönten Hoffnung; 14 de enero de 1786.
- Kleine Deutsche Kantate (Pequeña cantata alemana) titulada Die ihr die unermesslichen Weltalls Schöpfer ehrt, para tenor y piano, KV 619 (1791).
- Kleine Freimaurer-Kantate (Pequeña cantata masónica) titulada Laut verkünde unsre Freude, para solistas, coro masculino y orquesta, KV 623, estrenada bajo la dirección del compositor el 18 de noviembre de 1791.
- Canción, "Laßt uns mit geschlungen Händen," K. 623a, ("para el cierre de la logia" y coro final previsto para K. 623) (1791; atribución incierta).

Tanto el Réquiem como la ópera La clemenza di Tito están también altamente influenciadas por el simbolismo masónico. La historia y música de la ópera La flauta mágica, cuyo libreto escribe en colaboración con el también hermano masón Emanuel Schikaneder, es considerada por tener grandes influencias masónicas. De hecho, a pesar de estar plena de guiños de la cultura popular, se puede seguir en ella el ritual de iniciación masónica del Rito Zinnendorf. La obertura comienza con tres acordes similares a las denominadas «baterías masónicas» de diversos ritos. Asimismo, el tema toral de la obra, la lucha entre la luz y las tinieblas, es también el tema que atraviesa toda la enseñanza masónica (véase piso ajedrezado). Por otro lado, muchos autores han visto una prefiguración de Ignaz von Born en el papel de Zarastro.

## Hermanos masones de Mozart
A continuación aparece una lista parcial con los miembros de la familia de Mozart, patrones y compositores que eran también masones:
- Nicolas Esterhazy, príncipe de la corte, amigo y patrón de Franz Joseph Haydn.
- Joseph Haydn, amigo y compañero (acudió únicamente a una reunión)[14]
- Joseph Lange, su cuñado.
- Príncipe Lichnowsky, amigo y patrón.
- Leopold Mozart, su padre.
- Johann Michael Puchberg, amigo que le prestó dinero.
- Emanuel Schikaneder, amigo y colaborador en La flauta mágica (libretista y empresario teatral).
- Anton Stadler, clarinetista, amigo y compañero.
- Gottfried van Swieten, amigo y patrón.[15]